# スルガカード
スルガカード株式会社は、スルガ銀行株式会社の連結子会社で、クレジットカードに関する事業を営む株式会社である。

## 概要
1996年12月26日に設立され、当時のスルガカード株式会社（以下「旧スルガカード」）のクレジットカードに関する事業を引き継いだ。この為、創業は旧スルガカードの設立年月日である1980年11月21日となっている。

## クレジットカード
VJAのブラザーカンパニー(BC)、株式会社ジェーシービー(JCB)のフランチャイジー(FC)としてクレジットカードを取り扱っている。
提携カードは、シラトリと提携した提携カードを扱っている。なお、2011年12月31日を以て、CFSコーポレーションのVisaカードの新規募集停止し、発行を終了した。

## スルガ銀行が発行するクレジットカードについて
スルガカードの親会社であるスルガ銀行もVJAのBC、JCBのFCであり、「SURUGA Visa クレジットカード」及び「スルガJCBカード」を発行していたが、前者は2023年1月に、後者は2012年7月に取り扱いを終了した。スルガ銀行は2022年2月より「スルガVisaカード」を発行している。